# 미사키역 (홋카이도)
미사키역(일본어: 御崎駅 みさきえき[*])은 일본 홋카이도 무로란시에 위치한 홋카이도 여객철도 무로란 본선 지선의 철도역이다. 상대식 승강장 2면 2선의 구조를 갖춘 지상역이다.

## 이용 현황
- 1981년도 : 225명
- 1992년도 : 172명

## 역 주변
- 국도 제36호선

## 역사
- 1892년 8월 1일 : 홋카이도 탄광 철도가, 와니시에 초대 무로란 본선을 개업함과 동시에 화물역을 설치.
- 1905년 6월 21일 : 미사키역으로서 정식개업. 당초는 화물 취급만.
- 1906년 10월 1일 : 홋카이도 탄광 철도의 철도 노선 국유화에 의해, 일본국유철도로 이관. 이에 수반해 국유철도의 역이 됨.
- 시기 불명 : 현재의 장소로 이전.
- 1912년 10월 4일 : 니혼 제강소 전용 철도 미사키 역 - 공장 10.5 km 운용 개시.
- 1922년 6월 1일 : 역사 및 여객 승강장을 신축해, 여객 취급 개시.
- 1958년 8월 1일 : 구내에 '무로란 선 발상의 땅' 비가 건립되었다.
- 1986년 11월 1일 : 소화물 취급 폐지.
- 1987년 4월 1일 : 일본국유철도 분할 민영화에 의해, 홋카이도 여객철도가 승계.
- 1989년 : 역사 개축
- 시기 불명 : 무인화.

## 인접 역
| 홋카이도 여객철도 무로란 본선 지선 | 홋카이도 여객철도 무로란 본선 지선 | 홋카이도 여객철도 무로란 본선 지선 |
| ---------------------------------- | ---------------------------------- | ---------------------------------- |
| M 33 와니시 히가시무로란 방면      | ■ 무로란 본선 지선                 | 보코이 M 35 무로란 방면            |